# Улаган
Улаган (на руски: Улаган), наричано също Уст Улаган, е село в Република Алтай, Русия, административен център на Улагански район. Населението му е около 3 465 души (2015).
Разположено е на 1 300 метра надморска височина в планината Алтай, на бреговете на река Башкаус и на 140 километра от границите с Монголия, Китай и Казахстан. Основната част от жителите на селото са теленгити.

Британският пътешественик Колин Таброн, посетил селото в края на XX век, пише:
| „ | ... село Уст-Улаган се беше ширнало покрай реката като лабиринт от хижи и ограждения за коне ... Трактори се разпадаха в тревата... установих, че тези някогашни номади бяха опънали юрти край схлупените къщурки; кръглите им стени носталгично се издигаха към куполи без прозорци. През лятото хората напускаха руските си хижи и се връщаха към своето минало. | “ |